# DI.fm
Digitally Imported (DI.fm) es un servicio de Radio por Internet multi-canal con base en la ciudad de Nueva York, especializándose en géneros de música dance electrónica. También ofrece otros géneros de música a través de su red hermana, SKY.fm. La red Digitally Imported ofrece 39 canales en cuatro formatos: MP3, Windows Media Audio, Advanced Audio Coding, y Advanced Audio Coding. El formato AAC es exclusivamente para suscriptores Premium, mientras que Advanced Audio Coding es para todos los usuarios en baja calidad.
Los oyentes tienen la opción de seleccionar bitrates, de forma tal que nadie sea excluido de escuchar, ya que tanto los usuarios que tengan acceso por conexión de dial-up o vía conexiones de banda ancha podrán escuchar. La adición del formato aacPlus, el cual tiene un muy bajo bitrate, aunque conserva una alta calidad, ha permitido a muchos usuarios a tener una mejor experiencia mientras continúan en su servicio de dial-up. 
Ambas, DI.fm y SKY.fm aparecen en el sintonizador de radio de iTunes como así también en el servicio de Guía de Radio de Windows Media y en la lista de radios de SHOUTcast para Winamp.

## Historia
La estación y el concepto, fueron comenzados por Ari Shohat, el 6 de diciembre de 1999 con el estreno del Trance channel. Luego de eso, Digitally Imported se iría a convertir en algo mucho más grande y popular, de lo que nadie hubiera esperado.
Para verano del año 2000, Digitally Imported (DI) estaba en el Top 5 de SHOUTcast, teniendo regularmente, unos pocos cientos de oyentes al mismo tiempo (como máximo). DI luego dejaría de usar los servidores Live365 por un tiempo, aunque todavía existe la lista. 
Para agosto de 2000, se convirtió en una de los pioneras de las estaciones de Radio por Internet transmitido en DJs en vivo por primera vez. (Los primeros DJs fueron: Saul V , DJ Ganja, DJ Irish (Johan Nilsson) , DJ Doboy were one of the first DJs to broadcast live to thousands of people around the world through Digitally Imported.)
Ya en diciembre de 2000, DI es la estación más escuchada en SHOUTcast.
2002: Digitally Imported alcanza los 10,000 oyentes simultáneos. 
En 2003, la empresa responsable del servicio, pasó a ser con fines de lucro. Se abrieron las suscripciones que ofrecían a los usuarios mayores rangos de bitrate y el acceso a algunos servicios extra. Con la suscripción, los usuarios podían oír todos los canales, libres de publicidad, y con una calidad de sonido de 192kbps. Hasta ese momento, el servicio sigue siendo ampliamente ofrecido de manera gratuita, con comerciales ocasionales.
En la actualidad, el equipo que opera la estación ha aumentado a más de una docena de personas desde entonces, mientras que el número de oyentes simultáneos picos en la actualidad es de más de 60000.

## Canales
Digitally Imported tiene una extensa variedad de canales que ofrecen diferentes estilos para quienes tienen eclécticos gustos musicales. Proporciona, mayormente, música electrónica, y otros tipos de géneros de música.

### de Digitally Imported
A continuación se enumeran 25 canales disponibles para los que tienen interés en la música electrónica:
| - Electro house - Tribal house - Funky house - Minimal techno - Hardstyle - Trance - Vocal trance - Chillout - Euro dance - House - Soulful house - Hard dance - Techno | - Progressive - Goa-Psy trance - Hard core - DJ mixes - Lounge - Drum 'n' Bass - Oldschool Electrónica - Ambient - Breaks - Future Synthpop - Gabber - Replay (Replay es un canal que re-emite sets en vivo de DJs.) |

### de SKY.fm
A continuación se enumeran 20 canales que no necesariamente encajan en el ámbito de la música electrónica y que son aquellos que responden a quienes tengan un interés más allá del género antes nombrado.
| - Solo Piano WMA-Archivado el 14 de noviembre de 2008 en Wayback Machine. - Piano Jazz WMA-Archivado el 20 de diciembre de 2008 en Wayback Machine. - Bossa Nova Jazz WMA-Archivado el 20 de diciembre de 2008 en Wayback Machine. - Simply Soundtracks WMA-Archivado el 16 de noviembre de 2008 en Wayback Machine. - Contemporary Christian WMA-Archivado el 25 de diciembre de 2008 en Wayback Machine. - DaTempo Lounge WMA-Archivado el 16 de diciembre de 2008 en Wayback Machine. - Classic Rock WMA-Archivado el 16 de diciembre de 2008 en Wayback Machine. - Alternative Rock WMA-Archivado el 16 de diciembre de 2008 en Wayback Machine. - Indie Rock WMA-Archivado el 22 de diciembre de 2008 en Wayback Machine. - Top Hits Music WMA-Archivado el 16 de diciembre de 2008 en Wayback Machine. - Mostly Classical WMA-Archivado el 16 de diciembre de 2008 en Wayback Machine. - New Age WMA-Archivado el 16 de diciembre de 2008 en Wayback Machine. - World Music WMA-Archivado el 20 de diciembre de 2008 en Wayback Machine. - Love Music WMA-Archivado el 16 de diciembre de 2008 en Wayback Machine. | - Beatles Tribute WMA-Archivado el 22 de diciembre de 2008 en Wayback Machine. - Classical Guitar WMA-Archivado el 17 de diciembre de 2008 en Wayback Machine. - Smooth Jazz WMA-Archivado el 16 de diciembre de 2008 en Wayback Machine. - Uptempo Smooth Jazz WMA-Archivado el 15 de diciembre de 2008 en Wayback Machine. - Urban Jamz WMA-Archivado el 20 de diciembre de 2008 en Wayback Machine. - Roots Reggae WMA-Archivado el 16 de diciembre de 2008 en Wayback Machine. - Best of the 80s WMA-Archivado el 16 de diciembre de 2008 en Wayback Machine. - Hit 70s WMA-Archivado el 16 de diciembre de 2008 en Wayback Machine. - Oldies WMA-Archivado el 16 de diciembre de 2008 en Wayback Machine. - Country WMA-Archivado el 18 de diciembre de 2008 en Wayback Machine. - Classic Rap WMA-Archivado el 16 de diciembre de 2008 en Wayback Machine. - Modern Jazz WMA-Archivado el 17 de diciembre de 2008 en Wayback Machine. - Salsa WMA-Archivado el 16 de diciembre de 2008 en Wayback Machine. - Christmas WMA-Archivado el 18 de diciembre de 2008 en Wayback Machine. (Disponible durante la temporada de fiestas.) |

## Comunidad
Los oyentes pueden participar en el foro armando debates acerca de los canales de la radio y otros temas. Cada canal, tiene una sección dedicada en el foro, con las encuestas por cada canción, así los oyentes se sienten a gusto para votar y comentar las canciones. Los DJs también suelen publicar y participar en estos foros. Digitally Imported también posee un canal IRC donde los oyentes pueden participar en debates en tiempo real.